# Trypanosoma talpae
Trypanosoma talpae – kinetoplastyd z rodziny świdrowców należący do królestwa protista. Pasożytuje we krwi kreta europejskiego (Talpa europaea).
Występuje na terenie wschodniej Europy.